# The Shay Stadium

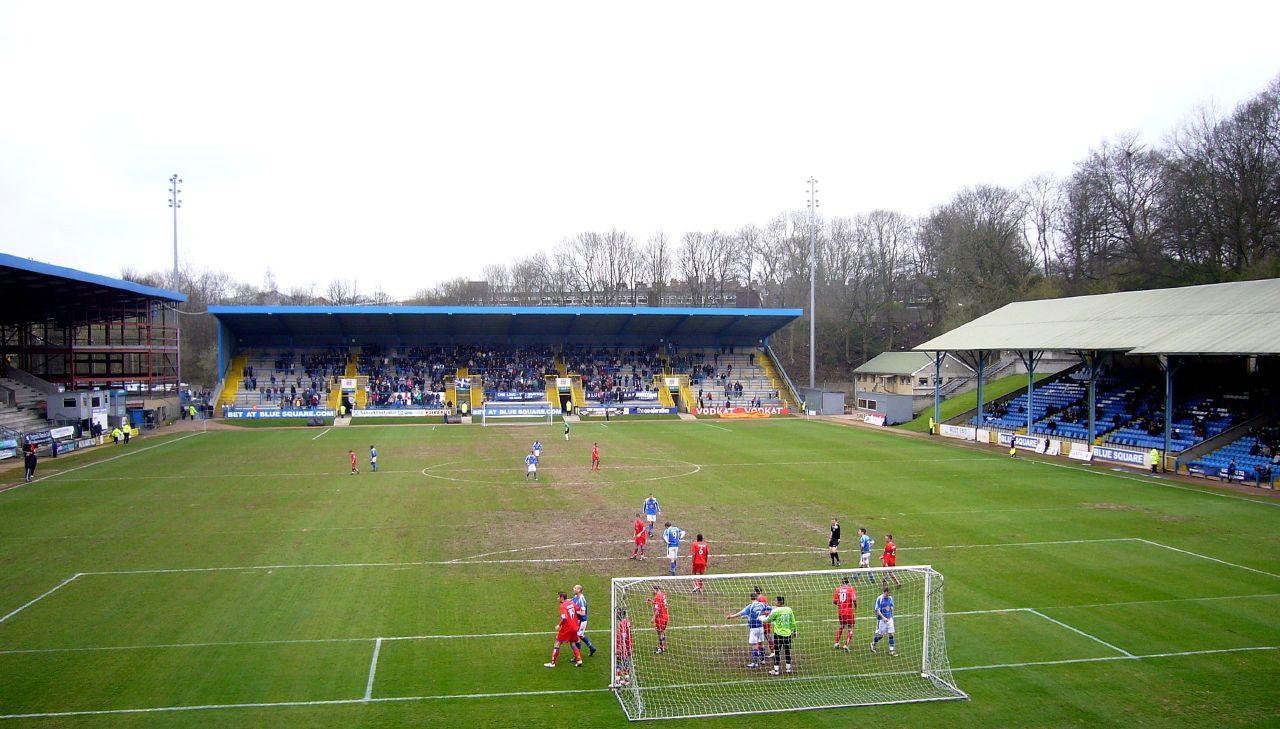
The Shay Stadium.

The Shay Stadium är en fotbolls- och rugbyarena i Halifax i England, som har en publikkapacitet på 14 061 åskådare. Den är hemmaarena för Halifax Town (fotboll) och Halifax RLFC (rugby).
Sedan 2010, då East Stand stod klart, finns fyra läktare: North Stand, South Stand, Skircoat Stand och East Stand. Innan East Stand stod klart kunde arenan ta 6 561 åskådare.